# Kanton Givet
Der Kanton Givet ist ein französischer Wahlkreis im Département Ardennes in der Region Grand Est. Er umfasst 12 Gemeinden im Arrondissement Charleville-Mézières und hat sein bureau centralisateur in Givet.

## Gemeinden
Der Kanton hat 14.053 Einwohner (Stand: 1. Januar 2022) auf einer Gesamtfläche von 110,47 km²:
| Gemeinde         | Einwohner 1. Januar 2022 | Fläche km² | Dichte Einw./km² | Code INSEE | Postleitzahl |
| ---------------- | ------------------------ | ---------- | ---------------- | ---------- | ------------ |
| Aubrives         | 984                      | 10,73      | 92               | 08028      | 08320        |
| Charnois         | 72                       | 5,61       | 13               | 08106      | 08600        |
| Chooz            | 792                      | 13,08      | 61               | 08122      | 08600        |
| Foisches         | 254                      | 4,65       | 55               | 08175      | 08600        |
| Fromelennes      | 1.038                    | 7,17       | 145              | 08183      | 08600        |
| Givet            | 6.356                    | 18,41      | 345              | 08190      | 08600        |
| Ham-sur-Meuse    | 226                      | 6,19       | 37               | 08207      | 08600        |
| Hierges          | 164                      | 4,05       | 40               | 08226      | 08320        |
| Landrichamps     | 129                      | 4,72       | 27               | 08247      | 08600        |
| Rancennes        | 707                      | 6,50       | 109              | 08353      | 08600        |
| Vireux-Molhain   | 1.482                    | 8,29       | 179              | 08486      | 08320        |
| Vireux-Wallerand | 1.849                    | 21,07      | 88               | 08487      | 08320        |
| Kanton Givet     | 14.053                   | 110,47     | 127              | 0809       | –            |

Durch die landesweite Neuordnung der französischen Kantone im März 2015 wurde der Zuschnitt des Kantons Givet nicht verändert. Er besaß vor 2015 den INSEE-Code 0811.

## Bevölkerungsentwicklung
| 1962   | 1968   | 1975   | 1982   | 1990   | 1999   | 2006   | 2012   |
| ------ | ------ | ------ | ------ | ------ | ------ | ------ | ------ |
| 15.032 | 16.513 | 16.723 | 16.293 | 16.837 | 15.866 | 14.833 | 14.612 |

## Politik
| Vertreter im Departementrat | Vertreter im Departementrat        | Vertreter im Departementrat |
| Amtszeit                    | Namen                              | Partei                      |
| --------------------------- | ---------------------------------- | --------------------------- |
| 2008–2015                   | Claude Wallendorff                 | UMP                         |
| 2015–                       | Isabelle Coquet Claude Wallendorff | UD                          |